# The Cobbler
The Cobbler (en gaélico escocés: Beinn Artair) es un cerro ubicado cerca del extremo de Loch Long en Escocia. Su cima se encuentra 844 m s. n. m. Si bien es solo un cerro, es "una de las cimas más impresionantes de los Southern Highlands", y es el sitio as importante para práctica de escalada en roca en los Southern Highlands. En muchos mapas se lo identifica con el nombre Ben Arthur (una anglicismo del gaélico), sin embargo el nombre The Cobbler es usado con mayor frecuencia.

## Alpes de Arrochar
La montaña es la más espectacular, aunque de ninguna manera la más alta de los llamados Alpes de Arrochar, debido a sus características distintivas y gran cumbre rocosa que la gente dice se asemeja a un zapatero inclinado sobre su horma. Las características son visibles a muchos kilómetros de la montaña. A pesar de que la montaña no alcanza la altura de Munro, debido a las características de su cumbre, facilidad de acceso y excelentes vistas desde la cumbre, es una de las montañas más populares de Escocia.

## Tres cumbres

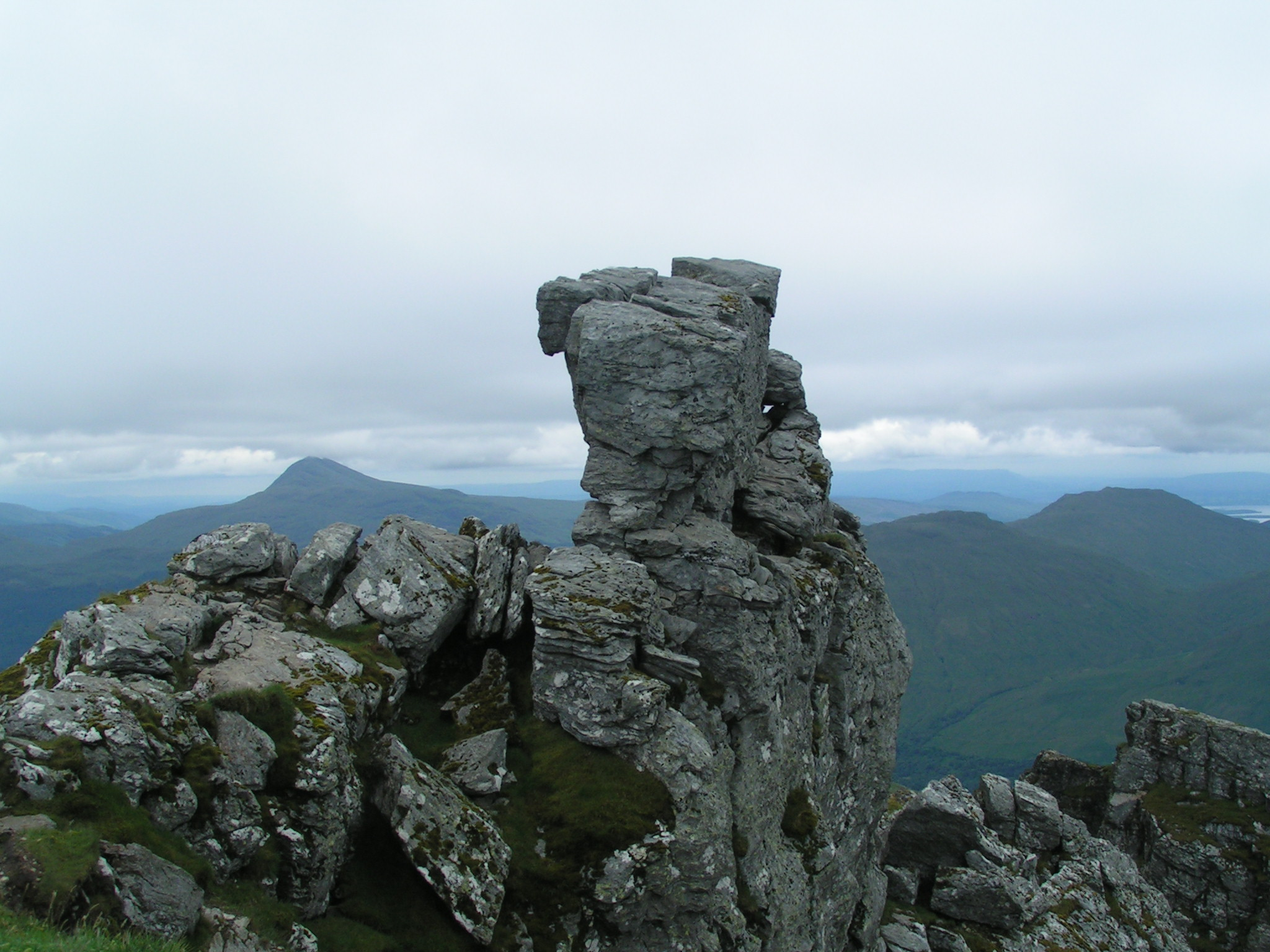
Vista de la cumbre más elevada, se observa el camino más fácil utilizado para alcanzarla a su derecha (lado sur). Se puede ver Ben Lomond al fondo a la izquierda.

The Cobbler posee tres cumbres: la central es la más alta. La cima se encuentra coronada por una formación rocosa. Para alcanzar el punto más elevado de la cima es preciso arrastrase por una abertura (denominada la aguja) en la roca de la cima para pasar del lado norte al sur. Ello conduce a una repisa de 1 m de ancho, con una caída abrupta de unos 35 m sobre un lateral. La repisa posee una fuerte inclinación, y es preciso tener cierta habilidad para atravesarla y finalmente llegar a la cúspide. El ascenso por esta ruta es denominado "enhebrando la aguja". La ruta de descenso más fácil es por la misma ruta, sin embargo ello es más difícil y se debe avanzar con precaución, especialmente al descender la parte final de la repisa. Los esquistos de mica del suelo son muy resbalosos cuando se encuentran húmedos y una caída puede ser mortal.